# Kertapati
Kertapati ist ein Stadtteil der osttimoresischen Stadt Ainaro im Suco Ainaro (Verwaltungsamt Ainaro, Gemeinde Ainaro). Kertapati liegt im Norden der Stadt Ainaro und gehört zur Aldeia Ainaro auf einer Meereshöhe von 903 m. Südlich schließt sich das Stadtzentrum von Ainaro an. Nördlich liegt der Vorort Sebagulau, westlich der Vorort Lugatú und nordwestlich der Vorort Hato-Mera. Im Osten fließt der Maumall, ein Nebenfluss des Belulik.